# Henriette Bathily
Reyane Henriette Bathily, née à Kaolack le 9 janvier 1927 et décédée le 4 avril 1984, est une journaliste, promotrice culturelle et militante des droits femmes sénégalaise. Elle est la première femme africaine diplômée d'histoire. Le Musée de la Femme Henriette-Bathily inauguré le 17 juin 1994 à Gorée et installé depuis 2010 à la Place du Souvenir Africain à Dakar, a été baptisé en son honneur pour lui rendre hommage.

## Biographie
Henriette Bathily est née à Kaolack à l'ouest du Sénégal le 9 janvier 1927. Elle fut la première femme diplômée de l’histoire du Sénégal. Elle étudie la puériculture à Paris à l'Institut de puériculture et de périnatalogie (1947-1951) où elle dirige les Ballets Africains, l'une des premières compagnies de danse africaine au monde, créée par le Guinéen Fodéba Keïta qui se produit dans les années 1950 en Europe et en Afrique. A la veille des indépendances, elle collabore avec Annette Mbaye d'Erneville, Oulimata Ba, Solange Faladé, et Virginie Camara à la création du journal Femmes de Soleil.

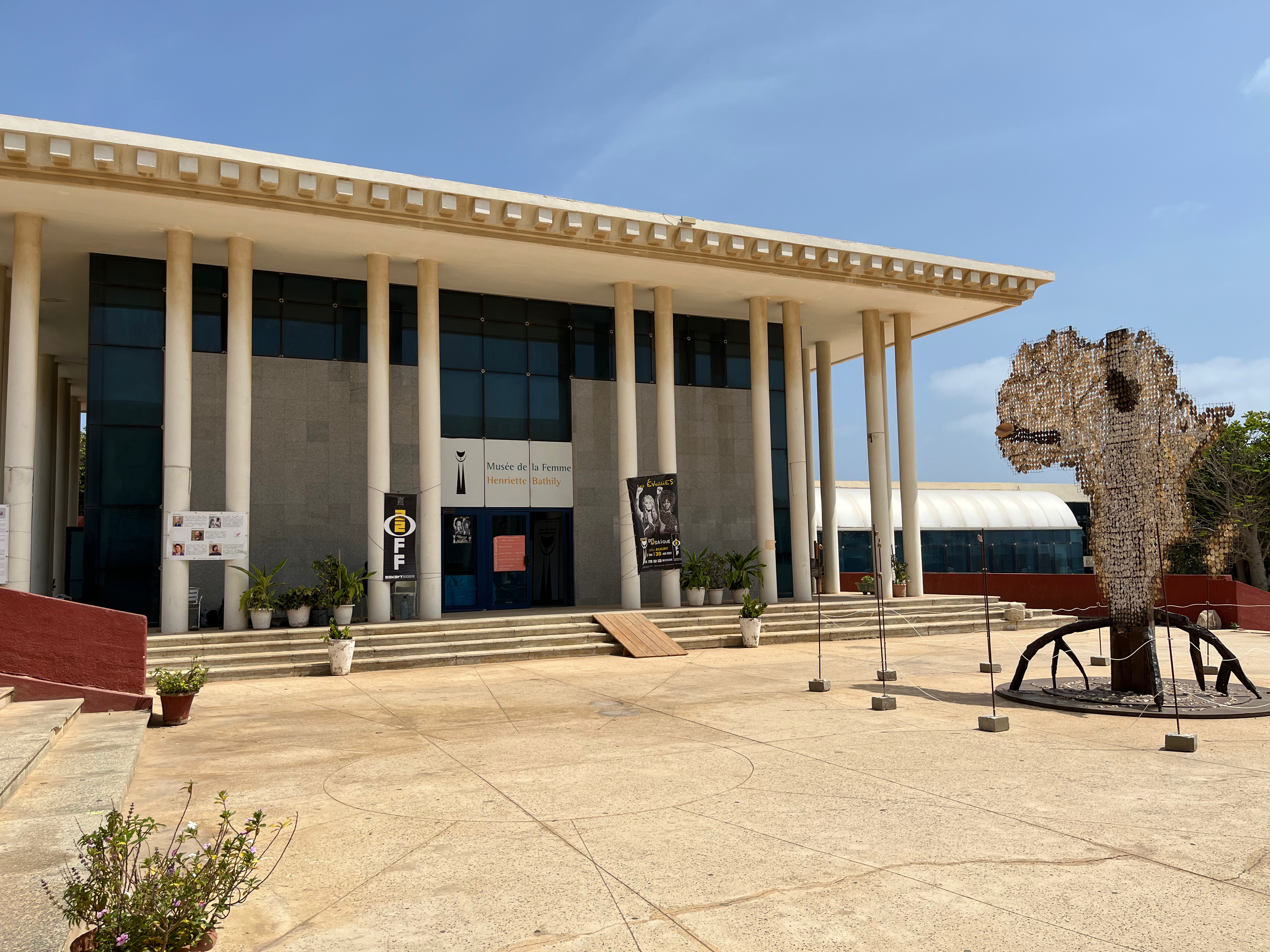
Vue de face du Musée Henriette Bathily à Place du Souvenir africain (Dakar) 02

De retour au Sénégal, elle dirige le quotidien Radio Mali puis Radio Sénégal. Elle collabore ensuite avec Maurice Sonar Senghor au Théâtre du Palais et au Théâtre National Daniel Sorano.
De 1963 jusqu'à sa mort en 1984, elle occupe la fonction de directrice du service culturel du Centre culturel français. Henriette Bathily est également connue pour son engagement pour la promotion de la femme sénégalaise dans les médias et la culture. C'est grâce à elle qu'en 1975 est organisé par le Club Soroptimist international de Dakar, la première exposition itinérante nationale sur la place et le rôle des femmes sénégalaises dans les rituels. Durant cette période, elle a soutenu le mouvement des femmes et le travail des femmes artistes.
Elle meurt le 4 avril 1984.

## Reconnaissance posthume

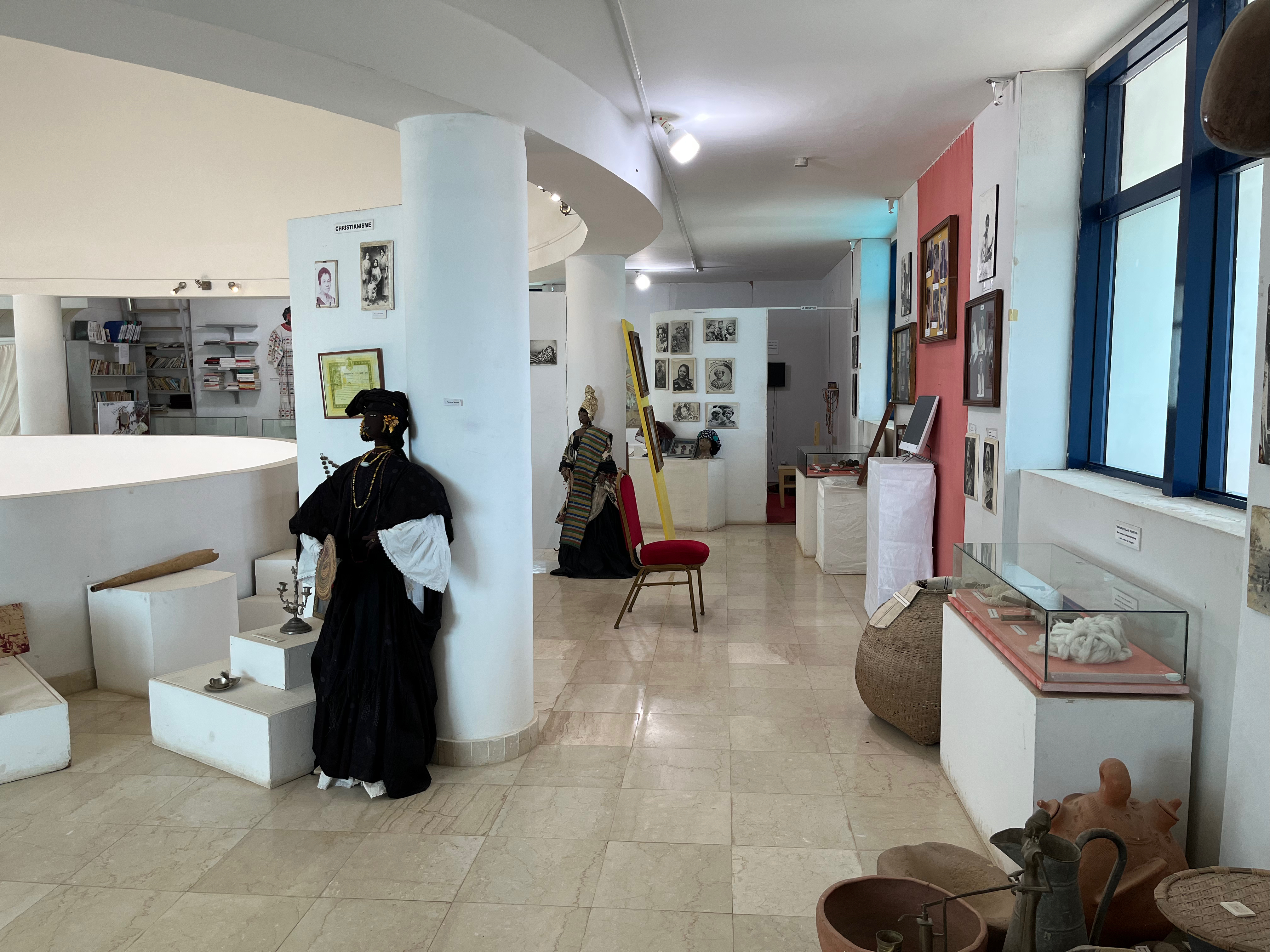
L'intérieur du Musée de la Femme Henriette Bathily à Dakar

Une dizaine d'années après sa mort, son amie, la journaliste Annette Mbaye D'Erneville, crée en sa mémoire, le Musée de la Femme Henriette Bathily. Inauguré le 17 juin 1994 sur l'île de Gorée où il était installé pendant 20 ans, le musée est transféré à Dakar en  2015.